# جوي الكسندر
جوي الكسندر (بالإندونيسية: Joey Alexander)‏ هو عازف بيانو إندونيسي، ولد في 25 يونيو 2003 في دنباسار في إندونيسيا.

## وصلات خارجية
- الموقع الرسمي
- جوي الكسندر على موقع IMDb (الإنجليزية)
- جوي الكسندر على موقع ميوزك برينز (الإنجليزية)
- جوي الكسندر على موقع أول ميوزيك (الإنجليزية)
- جوي الكسندر على موقع ديسكوغز (الإنجليزية)